# ターザン山本
ターザン 山本（ターザン やまもと、1946年4月26日 - ）は、日本の元プロレス編集者。山口県岩国市生まれ。
本名は山本 隆司（やまもと たかし）。身長178cm。愛称はターザン、ター山、落武者等。

## 略歴
山口県立岩国高等学校卒業、立命館大学文学部中国文学専攻中退ののち、映写技師を経て、1977年に新大阪新聞社に入社した。「週刊ファイト」のプロレス担当記者を務める。
1980年にベースボール・マガジン社へ移籍する。1987年、「週刊プロレス」の編集長に就任し、のちには「格闘技通信」の編集長も兼任、“活字プロレス”、“密航”などの流行語を生む。また「週刊プロレス」の発行部数（公称40万部）を背景に、新興団体SWSに対するバッシング・四天王プロレスの評価・インディ団体FMWのプッシュなどを行い、プロレス界に大きな影響を与えた。なお山本は後に、全日本プロレス代表・ジャイアント馬場から金銭を受領しその見返りとしてSWSを批判していたことや、SWSの創設者・田中八郎から「週刊プロレス誌上での批判を一切行わない」という見返りとして1年間に渡り月50万円以上を受領していたこと、FMWの看板レスラー・大仁田厚から30万円の裏金をもらって「週刊プロレス」の表紙にしていたことなどを著書において告白している。
1996年には、記事『地方で手を抜く新日本プロレス』をきっかけに新日本プロレスと対立し、山本も同団体から取材拒否を通告される。これを機に「週刊プロレス」の売上ならびに山本の影響力は急速に低下した。その責任を取る形で山本は編集長を辞任。別部署である「東欧文学全集関連」に転封されて大幅な減給の提示を受けたことを理由に、ベースボール・マガジン社を退社した。
以後、フリーランスのライターとして複数のプロレス・格闘技雑誌に携わり、そのキャラクターを買われてテレビ・ラジオのメディアにも幾つか出演した。ビートたけしと浅草キッドがパーソナリティを務めたラジオ番組の「冗談企画」で『ビートたかし』の芸名を貰い、同名義で活動していた時期もある。2002年秋ごろより太田プロダクションに所属。2005年からターザン山本!（! を付加）と名乗る。2006年から2009年にかけて、当時のパトロンであった山崎二三代からの出資を受けて「有限会社ターザンギャルド」を設立。その代表取締役となり講演活動および文章講座の運営にあたった。
競馬ファンでもあることから、現在は競馬雑誌Web日記にて執筆を継続している。

## 人物
自ら「ヌーヴェルヴァーグに傾倒した」と言っている映画好きであり、その影響を多大に受けている。彼の書く記事は他のプロレス記者の言語感覚とは一線を画しており、それゆえに成功を掴めたと言える。
2007年12月には、日本スポーツ出版社の前田大作元社長から「週刊ゴング」を復刊させる話があったという。
「日本語は社会不適合言語である」「日本語は人を鬱にする」が持論。日本語そのものが敬語という縦社会の権化を根幹とするのだから日本人は皆鬱予備軍であるはずだ、日本語自体が自我を芽生えさせない機能を持ち、シンプルなコミュニケーションを阻害するので、日本語を使っている限りその者はビジネスパーソンとしては弱いままだ、と2019年のインタビューで話した。平仮名は女性的な文字、漢字は男性的な文字であるとしている。

## いしかわじゅんとの論争
1990年にメガネスーパーが設立したプロレス団体SWSに対し、週刊プロレスは「金権プロレス」と揶揄し批判記事を展開していた。それに対していしかわじゅんが「記事が偏向ぎみで、正しいジャーナリズムやマスコミの姿勢とは思えない」と自身の作品で批判した。
この批判に対し、週プロの編集者であった鈴木健が誌面で反論すると、会場内でいしかわに顎を掴んで凄まれるという事件が起きた。これにより、同誌面での論争に発展していくこととなる。いしかわは週プロ誌面に「卑怯者の君たちへ答える」と題した文章を寄稿するも、当時の編集長であった山本はこれに対し、論理的な回答を示せず一方的に議論を終結、いしかわもそれ以上に深追いすることもなくそのまま論争はフェードアウトしていく形となった。この論争については、エンターブレインより刊行された『生前追悼ターザン山本!』にて、いしかわの口から詳しく語られている。
なお、後に上記にあるように金をもらってSWSに対して批判記事を書いていた事が明らかになったため、いしかわの週刊プロレスに対する批判が正しかった事が証明された結果となった。

## 主な著書
- プロレス式最強の経営（日本経済新聞社、1995年；山本隆司名義）ISBN 4-532-16179-7
- 往生際。（ぶんか社、1996年）ISBN 4-8211-0527-6
- 弾圧 近親憎悪の長州戦争（双葉社、1998年）ISBN 4-575-28812-8
- ザッツ・レスラー（Part3まで。ベースボール・マガジン社、1988 - 94年；山本隆司名義）ISBN 4-583-02702-8
- G・馬場二つの心（同文書院、1999年；山本隆司名義）ISBN 4-8103-7586-2
- ターザン山本の『天国と地獄』（芸文社、1999年）ISBN 4-87465-387-1
- 暴露 UWF15年目の予言（世界文化社、1999年）ISBN 4-418-99527-7
- 往生際日記 一揆塾の夏編（新紀元社、2002年）ISBN 4-7753-0098-9
- 『泣き虫』に捧げる永久戦犯（新紀元社、2004年1月）ISBN 4-7753-0238-8 - 高田延彦の半生を描いたノンフィクション。
- 音楽と意図―ヒットチャート考現学!（インフォバーン、2005年）ISBN 4-901873-41-5
- 遺言（ダイヤモンド社、2008年）ISBN 978-4-478-00710-5
- 62歳のボクに28歳年下の彼女ができたのだ! バンザーイだ! 過去を捨てれば自由になれる（ロコモーションパブリッシング、2008年）ISBN 978-4-86212-070-0
- ケーフェイ（ナユタ出版会、プロローグとエピローグを提供）ISBN 9784795220720
- 金権編集長 ザンゲ録（宝島社、2010年）ISBN 978-4-79667-779-0
- アントニオ猪木とは何だったのか（集英社新書、2023年）ISBN 978-4-08-721280-8 入不二基義・香山リカ・水道橋博士・松原隆一郎・夢枕獏・吉田豪との共著。

## レギュラー番組
- 尾崎・ターザンのロボタッグ!!（1994年10月ごろ - 1998年4月5日・文化放送）
  - プロレスを中心に格闘技をテーマとしたラジオ番組。女子プロレスラーの尾崎魔弓と共にパーソナリティを務めた。ダイコク電機の一社提供。放送開始時間は毎週日曜日の深夜1時（開始時 - ）→21時（1996年10月13日 - ）→21時30分（1997年4月13日 - ）→深夜1時30分（1997年10月12日 - ）と変遷した。
  - 東海ラジオ・ラジオ大阪との3局ネットで放送していた時期もあった。
- 火の玉スポーツ列伝!（2001年4月 - 同年9月・テレビ東京）
  - 毎週金曜日の22時より放送されていたスポーツバラエティ番組。準レギュラーとして出演。
- パギョパギョdon!（2015年7月2日 -・FMヨコハマ）

| 文化放送 毎週日曜日 ナイターオフ 21時枠              | 文化放送 毎週日曜日 ナイターオフ 21時枠                        | 文化放送 毎週日曜日 ナイターオフ 21時枠    |
| 前番組                                               | 番組名                                                         | 次番組                                     |
| ---------------------------------------------------- | -------------------------------------------------------------- | ------------------------------------------ |
| UK発オルタナ組                                       | 尾崎・ターザンのロボタッグ!! （1996年10月13日 - 1997年3月）    | RADIOトゥルー・ラブストーリー              |
| 文化放送 毎週日曜日 ナイターシーズン 21時枠          |                                                                |                                            |
| 流行電波倶楽部                                       | 尾崎・ターザンのロボタッグ!! （1997年4月13日 - 1998年9月）     | ソフィアの純愛                             |
| 文化放送 毎週日曜日 25:30 - 26:00 枠                 |                                                                |                                            |
| 銀河お嬢様電波ユナラジオ （1997年4月13日 - 10月5日） | 尾崎・ターザンのロボタッグ!! （1997年10月12日 - 1998年4月5日） | 同級生恋愛専科 （1998年4月12日 - 10月4日） |

## 関連人物
- 谷川貞治
- 小島和宏
- 鈴木健